# Kanton Soissons-2
 Soissons-2  is een kanton van het Franse departement Aisne. Het kanton maakt deel uit van het arrondissement Soissons.
Het kanton Soissons-2 werd gevormd ingevolge het decreet van 21 februari 2014, met uitwerking op 22 maart 2015, door samenvoeging van het voormalige kanton Soissons-Sud met 3 gemeenten uit het afgeschafte kanton Braine. Het kanton heeft Soissons als hoofdplaats. 

## Gemeenten
Het kanton omvatte bij zijn vorming 13 gemeenten en een deel van Soissons.
Op 1 januari 2023 werden de gemeenten Berzy-le-Sec en Noyant-et-Aconin samengevoegd tot de fusiegemeente (commune nouvelle) Bernoy-le-Château. 
Sindsdien omvat het kanton volgende gemeenten:
- Acy
- Belleu
- Bernoy-le-Château
- Billy-sur-Aisne
- Courmelles
- Mercin-et-Vaux
- Missy-aux-Bois
- Ploisy
- Septmonts
- Serches
- Sermoise
- Soissons  (zuidelijk deel )
- Vauxbuin